# Фёрст, Рут
Элоиза Рут Ферст (англ. Heloise Ruth First; 4 мая 1925 — 17 августа 1982) — южноафриканская коммунистическая активистка, журналистка и учёная, выступавшая против апартеида. Пребывая в политической эмиграции в Мозамбике, она была убита взрывом посылочной бомбы, отправленной полицией ЮАР.

## Семья и образование
Родители Рут Ферст — Юлиус Ферст и Матильда Леветан — еврейские эмигранты из Латвии, перебравшиеся в Южную Африку в 1906 году и ставшие членами-основателями Коммунистической партии Южной Африки (КПЮА), предшественницы Южно-Африканской коммунистической партии (ЮАКП). Рут Ферст родилась и выросла в Йоханнесбурге. Как и ее родители, она вступила в Коммунистическую партию, являвшуюся близким союзником Африканского национального конгресса в борьбе против режима апартеида в ЮАР.
В подростковом возрасте Ферст училась в средней школе для девочек Джеппе, а затем стала первой в семье, кто поступил в университет. В 1946 году она получила степень бакалавра в Витватерсрандском университете. Она участвовала в создании Федерации (Лиги) прогрессивных студентов и познакомилась с такими студентами, как Нельсон Мандела, будущий президент Южной Африки, и Эдуарду Мондлане, первый лидер мозамбикского национально-освободительного движения ФРЕЛИМО, также убитый бомбой в посылке.

## Политическая и журналистская деятельность
По окончании учебы Рут Ферст работала научным сотрудником отдела социального обеспечения городского совета Йоханнесбурга. После серии облав в 1946 году, во время которых были арестованы ведущие члены партии, ей выпало играть более значительные роль в КПЮА. Сначала она стала главным редактором радикальной газеты «Гардиан» («The Guardian»), которая впоследствии была запрещена властями, и Ферст продолжила сотрудничать в её изданиях-преемниках (New Age, The Spark, Clarion). 
Посредством своих журналистских расследований Рут разоблачала политику расовой сегрегации, направленную против чернокожих южноафриканцев и обретшую форму апартеида после восхождения расистской Национальной партии к власти в 1948 году. Она также писала о таких темах, как сверхэксплуатация на фермах Трансвааля, что послужило основой для кампании бойкота произведённого там картофеля в 1959 году.
В 1949 году она вышла замуж за Джо Слово, ещё одного южноафриканского коммуниста и активиста движения против апартеида, от которого у неё родились трое дочерей: Шоун, Джиллиан и Робин. Супруги Слово и Ферст стали ведущими деятелями в протестах 1950-х годов, когда правительство Национальной партии объявило вне закона любые движения, выступавшие против его политики.
Помимо Коммунистической партии, Ферст и её муж Слово были также членами Африканского национального конгресса. При поддержке Рут был основан Южноафриканский конгресс демократов — крыло Альянса Конгресса вокруг АНК, предназначавшееся для белых противников апартеида. В 1955 году Рут Ферст стала редактором радикального политического журнала «Fighting Talk». Однако журналистика была не единственным средством её политической борьбы с режимом апартеида.

## Судебный процесс и арест
Рут Ферст была одной из обвиняемых в судебном процессе по «делу о государственной измене» 1956—1961 годов в числе 156 ведущих активистов движений против апартеида (включая Альянс Конгресса, АНК и ЮАКП). В качестве доказательств «измены» со стороны Альянса Конгресса обвинением предъявлялись и ранние статьи и труды Ферст. После четырехлетнего преследования все обвинения с Рут и остальных 155 активистов были сняты.
После чрезвычайного положения, последовавшего за расстрелом в Шарпевиле 1960 года, она была внесена в чёрные списки, что означало запрет на практически любую сферу деятельности. Она не могла посещать собрания или публиковаться, и её нельзя было цитировать. В 1963 году во время очередной волны репрессий со стороны правительства она была заключена в тюрьму и содержалась в изоляции без предъявления обвинения в течение 117 дней. Она была первой белой женщиной, задержанной по Закону о девяностодневном заключении.

## Изгнание и убийство

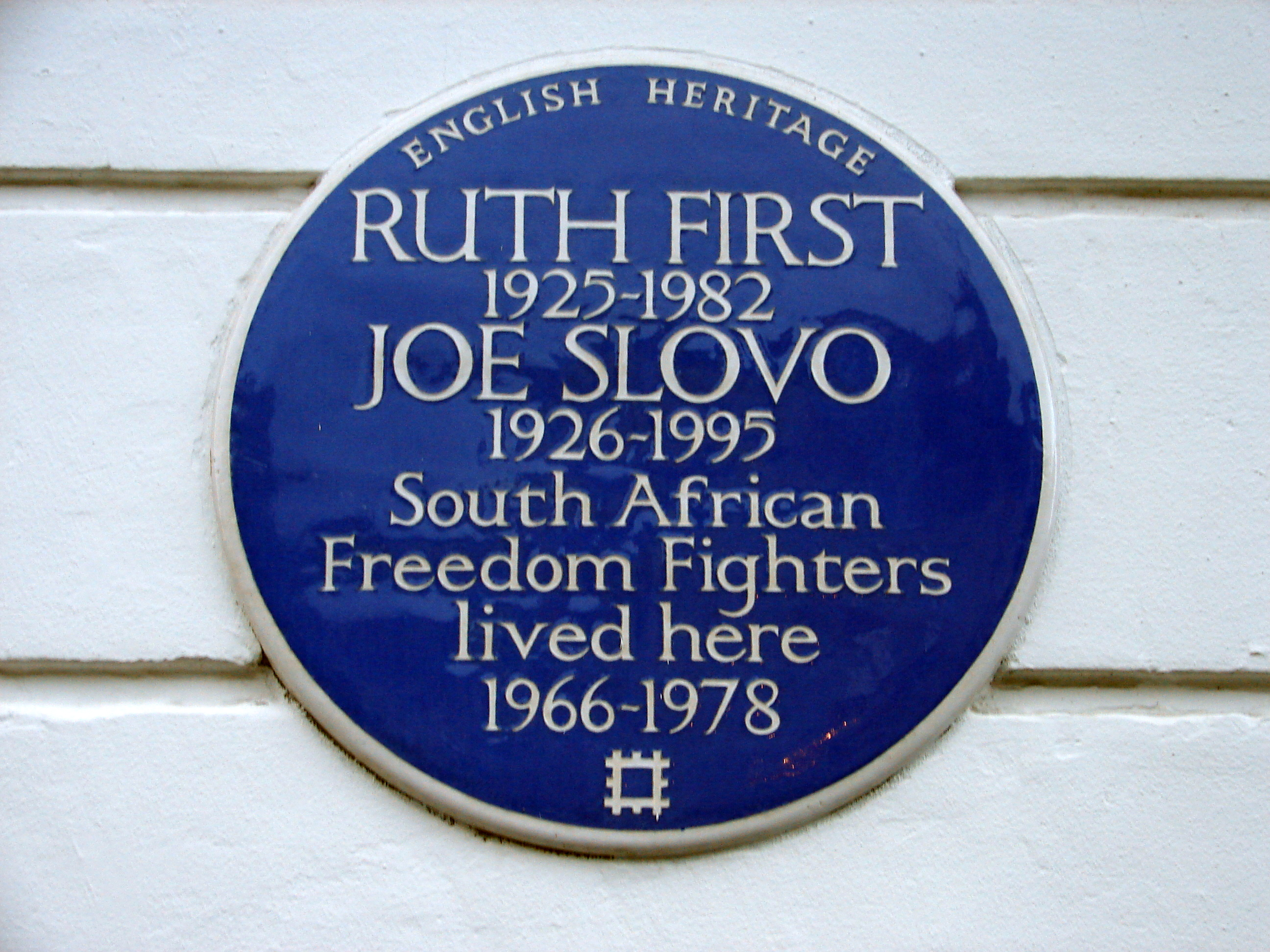
Мемориальная доска в Камден-Тауне

В марте 1964 года Ферст уехала в вынужденное изгнание в Лондон, где стала развивать британскую сеть против апартеида. Среди прочего, она редактировала рукопись труда приговорённого к пожизненному заключению коммунистического оппозиционера Гована Мбеки «Южная Африка: Крестьянское восстание». В 1972 году она была научным сотрудником Манчестерского университета, а с 1973 по 1978 год читала лекции в Даремском университете. Она также проходила периоды прикомандирования в университеты Дар-эс-Салама и Лоренсу-Маркиша (Мапуту). Её научные работы в этот период были посвящены таким темам, как история военных переворотов в Африке, установившийся в Ливии режим Муаммара Каддафи, западные инвестиции в апартеидную ЮАР и литературная биография Оливии Шрейнер, а последний труд — «Чёрное золото» — был исследованием мозамбикских шахтёров и крестьян.
В ноябре 1978 года Фёрст заняла пост директора по исследованиям в Центре африканских исследований (Centro de Estudos Africanos) Университета Эдуарду Мондлане в Мапуту, Мозамбик. Майор полиции ЮАР Крейг Уильямсон отдал приказ о её убийстве, которое было произведено в форме террористического акта. Она погибла 17 августа 1982 года, когда вскрыла посылочную бомбу, отправленную по почте в университет. Её коллега, антрополог Бриджит О’Лафлин была в офисе с Ферст, когда та была убита, и впоследствии давала показания Комиссии правды и примирения.

## Воспоминания
Книга Ферст «117 дней» (117 Days) — это отчет публицистки о своем аресте, заключении и допросе в специальном отделении полиции ЮАР в 1963 году. Впервые он был опубликован в 1965 году. В этих воспоминаниях содержится подробное описание того, как она пережила «изоляцию и сенсорную депривацию», выдерживая «давление с целью предоставить информацию о своих товарищах в Особый отдел».
Ее дочь, писательница Джиллиан Слово, в 1997 году опубликовала собственные мемуары «Все тайны: моя семья, моя страна» (Every Secret Thing: My Family, My Country). Это рассказ о ее детстве в Южной Африке и отношениях с родителями-активистами.

## Фильмы
Фильм Криса Менгеса «Разделённый мир» (1988), сценарий которого написала дочь Рут Ферст Шоун Слово, представляет собой биографический рассказ о молодой белой девушке, живущей в Южной Африке с родителями — активистами движения против апартеида, хотя семья в фильме носит фамилию Рот. Героиню, прототипом которой является Рут Ферст, играет Барбара Херши.
В фильме «Игра с огнём» (2006) об активисте Патрике Чамуссо по сценарию Шоун Слово Рут Ферст играет другая дочь — Робин Слово, которая также была одной из продюсеров фильма.
В 2005 году министерство окружающей среды Южной Африки спустило на воду экологическое патрульное судно, получившее имя Рут Ферст.
В марте 2011 года Гамбия выпустила почтовую марку в её честь, назвав ее одним из легендарных героев Африки.

## Основные опубликованные работы
- South West Africa. — London, 1963.
- 117 Days. — London, 1965.
- with R. Segal, South West Africa: A Travesty of Trust. — London, 1967.
- The Barrel of a Gun: Political Power in Africa and the Coup d'etat in Africa. — London, 1970.
- coedited with J. Steele and C. Gurney, The South African Connection: Western Investment in Apartheid. — London, 1972.
- Libya: The Elusive Revolution. — London, 1970.
- The Mozambican Miner: Proletarian and Peasant. — New York, 1983.